# 管茎凤仙花
管茎凤仙花（学名：Impatiens tubulosa）是凤仙花科凤仙花属的植物，是中国的特有植物。分布于中国大陆的广东、江西、福建、浙江等地，生长于海拔500米至700米的地区，见于林下以及沟边阴显处，目前尚未由人工引种栽培。
其种加词“tubulosa”意为“管状花萼的”。